# تامائو ساتو
تامائو ساتو (انگلیسی: Tamao Satō؛ زادهٔ ۲ ژانویهٔ ۱۹۷۳) صداپیشه، بازیگر، و شخصیت‌های تلویزیونی در ژاپن اهل ژاپن است. وی از سال ۱۹۸۸ میلادی تاکنون مشغول فعالیت بوده‌است.